# Pigs Part One
Pigs Part One var Rolands Gosskörs första EP. Den spelades in i studion SoundTrade i Solna utanför Stockholm. Det tog tio timmar och Alar Suurna mixade den. Första utgåvan var i fyra exemplar men senare släpptes 500 ex med vit etikett och 500 ex med rosa etikett.

## Låtförteckning
| Nr | Titel              | Längd | Notering |
| -- | ------------------ | ----- | -------- |
| 1. | FBU                | 1.43  |          |
| 2. | Dom Låser Din Dörr | 2.23  |          |
| 3. | Totte              | 2.11  |          |
| 4. | Bli En Man         | 2.37  |          |